# Pelochrista pallidipalpana
Pelochrista pallidipalpana es una especie de polilla perteneciente al género Pelochrista, categorizada en la tribu Eucosmini, de la subfamilia Olethreutinae.

## Distribución
Se distribuye por Estados Unidos.

## Taxonomía
Fue descrita por Kearfott en 1905 y publicada por primera vez en roc. U.S. natn. Mus. 28: 353.